# Hoplitis aristotelis
Hoplitis aristotelis är en biart som först beskrevs av Warncke 1990.  Hoplitis aristotelis ingår i släktet gnagbin, och familjen buksamlarbin. Inga underarter finns listade i Catalogue of Life.